# یواس‌اس باکسر (سی‌وی-۲۱)
یواس‌اس باکسر (سی‌وی-۲۱) (به انگلیسی: USS Boxer (CV-21)) یک کشتی بود که طول آن As built:
۸۸۸ فوت (۲۷۱ متر) overall بود. این کشتی در سال ۱۹۴۴ ساخته شد.